# ワームホールデス
ワームホールデス (WormHoleDeath)は、イタリア・フィレンツェのレコードレーベル、出版社、映画制作会社。レーベル名は3つの英単語が使われているが、基本的に各英単語の頭文字を大文字にするのみでスペースを入れずに続けて記載される。また、公式ウェブサイトなどではWHDと省略して記載される場合もある。ワームホールデス・レコード (WormHoleDeath Records)と表記されることもある。日本にワームホールデス・ジャパン (WormHoleDeath Japan)、ノルウェーにワームホールデス・ノルディック (WormHoleDeath Nordic)というオフィス（支社・サブレーベル）を持つ。イーモラに本拠を置くオーラル・ミュージックのサブレーベルの一つである。
主にモダン・メタル等のヘヴィメタル、ハードコア・パンク、ヘヴィロックを中心に取り扱うレコードレーベルである。配給は、ワーナー・ミュージック・グループに属するワーナー/チャペル・ミュージック・ホラント（Warner/Chapel Music Holland BV）によって、親会社のオーラル・ミュージックグループを通して行われている。加えて、ダウンロード販売及びマーケティングはアメリカのThe Orchardが担っている。
日本ともつながりの深いレーベルであり、過去にはYOUTHQUAKEと契約を結んでいたこともある。この時期には、シンコーミュージック・グループや、ルビコン・ミュージック、メディア・ファクトリーとも提携関係にあった。これを足掛かりに、東京に日本支社であるワームホールデス・ジャパン（WormHoleDeath Japan）を設立している。2015年に、ノルウェー人ヘヴィメタルミュージシャンのトマス・ハンセン (Thomas Hansen)と契約を結び、ノルウェーのフレドリクスタにワームホールデス・ノルディック (WormHoleDeath Nordic)を設立した。日本におけるリリースの際は、輸入盤CDに日本語解説を記載した帯を付けた形でリリースされる。販売はスペースシャワーネットワークを通じて行われている。
2017年に大阪府出身のメロディックデスメタルバンド・No Limited Spiralがリリースした2ndアルバム『Into the Marinesnow』がワームホールデスがリリースした初の日本出身バンドの作品である。
ミュージック・ビデオに留まらない映画製作部門も持つ。この部門では、ミュージック・ビデオに加えてホラー映画、スリラー映画、宗教映画、ドキュメンタリーなどの制作も行っている。一番初めに手がけた作品は、スシ・メデューサ・ゴッタルディ (Susi Medusa Gottardi)による『A Passage Through The Purity Of Pain』。

## アーティスト一覧
- 2Black
- Aftermoon
- Age Of Torment
- Agharti
- Altered Shade
- Angerman
- Apparition
- Arbor Inversa
- Asa-Noir
- Ashes Of Moon
- Ashes To Ashes
- Astray Valley
- Azylya
- Barbarian Prophecies
- Beyond Mortality
- Bleeding Utopia
- Bloid
- Bloody Invasion
- Claymords
- Cretura
- Crimson Chrysalis
- Crysalys
- Curse Of The Forgotten
- Dark
- Dark Mirror Ov Tragedy
- Dark Oath
- Dauthuz
- Death of All Gods
- Demised
- Deathroll
- Desolate Pathway
- Dienamic
- DunkelNacht
- Dynabyte
- Elegy Of Madness
- Eosphorus
- Esperoza
- Excruciation
- Exploding Head Syndrome
- Fankaz
- Final Coil
- From Earth
- Frostbitten Kingdom
- Furtherial
- Guardians Of Time
- Haterial
- Havenless
- Helvetestromb
- Heterogeneous Andead
- Ideogram
- Inflikted
- Invisible Mirror
- Irdorath
- Ithilien
- Ivalys
- Lamori
- Levania
- Libria
- Lightless Moor
- Kliodna
- Know Your Nemesis
- Masquera Di Ferro
- Mechanical God Creation
- Meltdown
- Nacom
- Napalm Storm
- No Dawn
- No Limited Spiral
- Norhod
- Other Eyes Wise
- Painted Black
- Passion for Sorrow
- Phaze I
- Pigeon Lake
- Pimeä Metsä
- Purple Nail
- Raging Age
- Rainover
- Raw in Sect
- Revealing the Conscience
- Right To The Void
- Rumors of Gehenna
- Sanctrum
- Sarea
- Seal of Solomon
- Selfmachine
- Sercati
- Shadowdream
- Six Days Of May
- Social Crash
- Stielas Storhett
- Story of Jade
- Sublime Eyes
- Talvienkeli
- Tearless
- The Shadeless Emperor
- The Way Of Purity
- The Unhallowed
- To a Skylark
- Tornado
- Town Tundra
- Underwell
- V.I.L.
- Vortex of Clutter
- Whispering Woods
- Words That Burn
- Worstenemy
- Xenosis
- Yaşru
- Youthquake
- Zarthas
- Zephyra